# Stripsipher braunsi
Stripsipher braunsi är en skalbaggsart som beskrevs av Ricchiardi 1998. Stripsipher braunsi ingår i släktet Stripsipher och familjen Cetoniidae. Inga underarter finns listade i Catalogue of Life.